# Kiske/Somerville
Kiske/Somerville ist ein deutsches Duo-Projekt des Sängers Michael Kiske (Helloween, Unisonic, Place Vendome) und Amanda Somerville (Aina, HDK, Trillium, Epica).

## Diskografie
Alben
- 2010: Kiske/Somerville (Frontiers Records)
- 2015: City of Heroes (Frontiers Records)

Singles
- 2010: Silence